# Грюницкий, Николас
Николас Жерар Виктор Грюницкий (фр. Nicolas Gérard Victor Grunitzky, 5 апреля 1913; Атакпаме, Германская колония Того — 27 сентября 1969, Париж, Франция) — политический и государственный деятель Тоголе́зской Респу́блики, председатель Правительственного совета автономного Того в 1956—1958 годах, президент Того в 1963—1967 годах. Сын отставного немецкого офицера (этнического поляка) и африканской принцессы, он получил образование во Франции и стал одним из ведущих политиков колониального Того. Выступая за тесное сотрудничество с метрополией, Николас Грюницкий основал первую тоголезскую политическую партию, был депутатом Национального собрания Франции и возглавил первое автономное правительство Того. В 1958 году он был оттеснён от власти Силванусом Олимпио (которому он приходился шурином), перешёл в оппозицию, а затем эмигрировал, но после переворота 1963 года вновь возглавил страну как второй президент уже независимого Того. Николас Грюницкий в течение четырёх лет проводил курс на установление в стране демократической системы и плотное сотрудничество с Францией, но в 1967 году был свергнут и вскоре погиб в автомобильной катастрофе.

## Биография

### Происхождение, детство и юность
Николас Грюницкий родился 5 апреля 1913 года в селении Атакпаме, в 160 километрах к северу от Ломе, административного центра германской колонии Того. Его отец, Ганс Грюницкий, был немецким офицером польского происхождения, который после отставки поселился в Атакпаме и занялся торговлей. Там он женился на Элизабет Соссиме Аджону (фр. Elisabeth Sossime Adjonou), принцессе из королевского рода Амегаши, правившего в кантоне Гнагна (близ Кета) и обзавёлся несколькими детьми.
Казалось очевидным, что судьба его сына Николаса будет тесно связана с Германией, но уже через считанные месяцы ситуация радикально изменилась. Сначала умер Ганс Грюницкий, а в августе 1914 года началась Первая мировая война, быстро докатившаяся до Тоголенда. Германские гарнизоны вскоре капитулировали и 30 августа 1914 года Франция и Великобритания подписали временную конвенцию о разделе Того. Этот раздел будет подтверждён Версальским договором в 1919 году, а затем и мандатами Лиги Наций. Атакпаме окажется под французской юрисдикцией, и с годами сын немецкого офицера станет преданным сторонником Франции, давнего соперника Германии. Он получит начальное образование в родном городе, в католической миссии Святой Жанны д’Арк, и к 13 годам будет признан одним из лучших учеников колонии. В 1926 году французский губернатор Поль Огюст Боннекаррер направит Николаса Грюницкого во Францию для получения среднего образования. Вместе с Грюницким поедут ещё четыре лучших ученика Того — будущий сенатор Франции Робер Ажавон, Игнасио Анани Сантос, который станет известным адвокатом и Анж Акакпо, который добьётся признания как биолог.
Таким образом не имевший французских корней мальчик из Атакпаме оказался перед массивным трёхэтажным зданием лицея Минье (фр. Lycée Mignet) в Экс-ан-Провансе, на Юге Франции. Лицей Минье был одним из старейших средних учебных заведений страны: в современном виде он был открыт в 1890 году президентом Сади Карно, но его история восходила к 1583 году. В стенах лицея Николас провёл семь лет и не обманул возложенных на него надежд: проявив способности к математике он, по окончании обучения, прошёл бакалавриат, который дал ему право поступления в одно из высших учебных заведений Франции. Теперь путь Николаса Грюницкого лежал на север страны, к Парижу. В 1933 году он поступил в Высшую школу общественных работ (фр.  l'Ecole spéciale des travaux publics) в Кашане (ныне Специальная школа общественных работ, строительства и промышленности), в нескольких километрах к югу от французской столицы, где через три года получил диплом инженера-строителя.

### Карьера в колониальной администрации
После десятилетия, проведённого в Европе, Николас Грюницкий вернулся в Африку, где у него не было ни собственного жилья, ни своего имущества, чтобы начать самостоятельную жизнь. В 1937 году он получил назначение агентом по производству общественных работ в администрации соседней с Того Французской Дагомеи , но уже в следующем году вернулся на родину. Здесь Грюницкий останавливается в доме своей старшей сестры Дины, которая в 1930 году вышла замуж за коммерсанта Силвануса Олимпио.
Встреча двух родственников — занявшего ответственный пост молодого инженера и бывалого менеджера компании Unilever, выбившегося в вершители торговли Объединённой африканской компании в Того, вовсе не предвещает той трагедии, которой закончится это знакомство… Между ними было много общего: Олимпио также родился в смешанном браке (он был сыном бразильца-работорговца и принцессы народа йоруба), учился в Европе, отлично владел немецким, французским и английским языками. В отличие от Грюницкого, Олимпио уже приобщился к политике, входил в редакционный совет тоголезской газеты «Le Guide du Togo» и был вице-президентом общественного совета при губернаторе Того — Кружка друзей Франции (фр. Cercle des Amitiés Françaises). После раздела Германского Того многие семьи, в том числе и семья Грюницкого, оказались разделёнными новой границей (большинство родственников Николаса и Дины остались в Кета, на британской территории), и Олимпио считал, что народ эве и другие народности двух Того и Британского Золотого Берега должны объединиться.
Французский губернатор Мишель Люсьен Монтань, ещё по прибытии в колонию привлекший к политике Сильвануса Олимпио, начал приобщать к общественной деятельности и Николаса Грюницкого, но вскоре началась Вторая мировая война и осенью 1939 года того мобилизовали в армию. Грюницкий был направлен для прохождения службы в Сенегал, в город Сен-Луи, бывшую столицу Французской Западной Африки. Африканские части не предполагалось использовать в предстоящих военных действиях на севере Франции, и они занимались строительством дорог и общественных сооружений в колониях, так что инженер-строитель с опытом работы пришёлся в Сен-Луи как нельзя кстати. Но Франция быстро потерпела поражение и в октябре 1940 года, после года службы, Грюницкий был демобилизован и вернулся в Того. При правительстве Виши его карьера быстро пошла вверх — он был назначен главой бюро Секретариата общественных работ, а уже вскоре возглавил Бюро железной дороги Того. Карьера его зятя Олимпио не менее успешно развивалась по политической линии: в марте 1941 года при помощи губернатора Монтаня он основал профранцузскую ассоциацию Комитет единства Того, призванную объединить население вокруг французской администрации и колонистов в противовес агитации прогерманского Тогобунда.

### Приход в политику
Но в октябре 1942 года дороги французских властей и Олимпио разошлись — временный губернатор вишист Пьер Сальцети посчитал его пробритански настроенным лидером, арестовал и отправил в тюрьму города Джугу в Дагомее. Соратники и некоторые родственники Олимпио были арестованы, Комитет единства Того запрещён, но Николаса Грюницкого эти репрессии не коснулись — он по-прежнему сохранял свой пост и доверие власти. Уже через три недели, в ноябре 1942 года, англо-американские десанты высадились в Марокко, и все колонии Французской Западной Африки вышли из-под контроля прогерманского правительства Виши. Но, как не удивительно, и новая власть «Сражающейся Франции» генерала Шарля де Голля отнеслась к Грюницкому с доверием даже большим чем прежняя. Именно на него, а не на пострадавшего от Виши Олимпио, была сделана политическая ставка: в 1944 году Николас Грюницкий, принявший гражданство Франции, стал секретарём объединения «Сражающееся Того» («Комба́-Того́»; фр. Combat-Togo), или просто «Комба́», своего рода дочерней организации «Сражающейся Франции» (фр. France combattante) в колонии. Тогда же новый губернатор Жан Нутари назначил его начальником Отдела общественных работ. С другой стороны, доверие голлистов к Грюницкому не было таким уж необъяснимым: позднее утверждали, что тот, как и Олимпио, нелегально поддерживал французское сопротивление с 1940 года.
В это время Силванус Олимпио был освобождён и вернулся в Того, однако, политические лавры, как оказалось, были отданы не ему. Теперь начинают явно расходиться дороги Олимпио, захваченного идеей объединения народов двух Того и будущей Ганы, и лояльного Франции Грюницкого. Мировая война заканчивается и тоголезскую элиту охватывает беспокойство тем, что Франция может сохранить за собой колонию и после отмены мандата распавшейся Лиги Наций. Это беспокойство усилено вполне серьёзными материальными причинами: в Британском Золотом Береге идёт бурный экономический рост, в то время как экономика Французской Западной Африки, где цены на сырье упали вдвое, а экспорт сократился в восемь раз, погружается в тяжёлый кризис. Сохранение французского правления считается худшей перспективой и теперь тоголезские предприниматели и интеллигенция поддерживают не «Комба́-Того́», а возрождённый Комитет единства Того, к концу 1945 года фактически превратившийся в полноценную политическую партию.
Французская администрация пытается играть на опережение, вновь сделав ставку на Николаса Грюницкого и 9 апреля 1946 года тот вместе с Педро Олимпио, двоюродным братом Сильвануса, создаёт Партию прогресса Того (ППТ; фр. PTP), которая по своей идеологии близка к влиятельной христианско-демократической партии Франции Народно-республиканское движение (НРД: фр. MRP). При этом Педро Олимпио становится председателем партии, а Грюницкий — её генеральным секретарём. Сильванус Олимпио отстаёт от своих родственников всего на несколько дней — 27 апреля он официально преобразует Комитет единства Того (КЕТ) в политическую партию. Но это отставание не имеет серьёзного значения — симпатии населения остаются на стороне Олимпио, который требует независимости Того и объединения народа эве в едином государстве.
Партия прогресса пока обречена на вторую роль и единственным её успехом в 1946 году станет то, что она привлечёт на свою сторону чиновников колониальной администрации, мелких торговцев и крестьян-католиков юга страны, блокировав социальную базу для левого Африканского демократического объединения, которое так и не сможет создать свой филиал в Того. Когда 10 ноября того же года Того использует предоставленное в 1945 году право направлять трёх депутатов в Национальное собрание Франции, Николас Грюницкий проиграет кандидату Олимпио доктору Мартену Андреа Акю, набравшему 4 270 голосов (73 %), получив всего 1 460 голосов (25 %). Тем временем по французским колониям идёт волна послевоенной демократизации: 27 сентября на заморские территории распространяется свобода печати, а через месяц, 26 октября временное правительство Жоржа Бидо проводит декрет об учреждении в африканских колониях Территориальных ассамблей. В Того выборы в местную ассамблею, 24 депутата которой избирались населением, а 6 назначались французской администрацией, проходят уже 8 декабря 1946 года, но и здесь Грюницкого ждёт провал. Комитет единства Того одерживает полную победу и Сильванус Олимпио, превратившийся в главного политического противника, избирается её председателем. Он прямо заявляет, что его родственник Грюницкий, как и его соратники, заслуживают изгнания или смерти, и поощряет своих сторонников, устроивших в период выборов побоища на улицах Ломе . Но правила пока диктуют французы: Николас Грюницкий занимает депутатское кресло по 1-му списку как гражданин Франции, а его старший брат Жерар Грюницкий становится 1-м заместителем секретаря Ассамблеи. Последующие пять лет Партия прогресса Того, несмотря на поддержку властей, оставалась в оппозиции. В 1948 году Николас Грюницкий, не оставлявший службу в администрации и строительный бизнес, стал секретарём профсоюза руководящих работников сферы общественных работ, а в 1949 году основал и возглавил организацию «Новое тоголезское предприятие» (фр. La Nouvelle Entreprise Togolaise), в перспективы которого тогда верилось больше, чем в политические перспективы самого Грюницкого.
И действительно, популярность Силвануса Олимпио уже вышла за рамки Того и сделала его одним из панафриканских лидеров. Хотя 13 декабря 1946 года мандат Лиги наций для Того был заменён режимом опеки Организации Объединённых Наций и немедленно получить независимость не удалось, Олимпио создал межафриканскую Всеобщую конференцию эве и забрасывал ООН петициями с требованием объединить Французское Того, Британское Того и Золотой Берег в единое независимое государство. Эта деятельность председателя Территориальной ассамблеи шла вразрез с интересами Франции и, в конце концов, от Олимпио решили избавиться.

### Депутат Национального собрания Франции
Чтобы противостоять влиянию Комитета единства Того и его пропаганды объединения эве губернатор Жан Анри Арсен Седиле для начала решил всеми правдами и неправдами поддержать кандидатуру Грюницкого на выборах в Национальное собрание Франции 17 июня 1951 года. Избирательная кампания Грюницкого шла под лозунгами самостоятельности Того в рамках Французского Союза, немедленного учреждения административных органов автономии — Законодательной ассамблеи, Исполнительной комиссии (правительства), а также наделённых рядом полномочий окружных и коммунальных советов (почти все эти требования будут реализованы в 1956 году после принятия «Закона-рамки» № 56-619 от 23 июня 1956 года или Закона Гастона Деффера). Грюницкий предлагал после отмены опеки ООН восстановить страну в рамках бывшего Германского Того, объединив французскую и британскую подопечные территории. При активной поддержке колониальных властей он был избран в парламент Франции 16 255 голосами против 10 268 голосов, поданных за того же доктора Мартена Акю, баллотировавшегося на второй депутатский срок. Правда, попытка повторить этот успех на выборах в Территориальную ассамблею 30 марта 1952 года Грюницкому не удалась, хотя Партия прогресса Того и вышла на первое место по числу голосов. Этот неожиданный провал стоил поста новому французскому губернатору Иву Жану Диго, которого уже в апреле заменили на Лорана Пешо.
Но настоящие неприятности преследовали уже Силвануса Олимпио, своей политикой невольно способствовавшего начавшемуся взлёту Грюницкого. На тех же выборах в Территориальную ассамблею Комитет единства Того был расколот стараниями французской администрации, потерял большинство и его лидер лишился поста председателя ассамблеи. Но это было ещё не всё — в 1954 году Олимпио обвинили в том, что тот не задекларировал свои доходы за границей, приговорили в 5 миллионам франков штрафа и лишили политических прав на пять лет. А прибывший в Париж на сессию Национального собрания Николас Грюницкий формально присоединился к группе независимых депутатов от заморских территорий, возглавляемую Леопольдом Седаром Сенгором, но при этом продолжал демонстрировать свою лояльность Франции. Его сразу же избирают в парламентскую Комиссию торгового флота и рыболовства, а затем в Комиссию послевоенного восстановления (1953—1954). В 1954—1955 годах Грюницкий входит в Комиссию по иностранным делам и в Комиссию промышленной продукции. Однако он не проявляет особой активности и выступает только по вопросам, непосредственно касающимся Того. После отмены в 1952 году двухступенчатых выборов он вместе с сенаторами от Того Робером Ажавоном (тем самым, что был отправлен с ним в Европу в 1926 году) и Жаком Зеле, а также советником Французского Союза Фуссени Мамой занимается законодательным обеспечением этой избирательной реформы. Фуссени Мама станет его ближайшим сотрудником, войдёт в правительство автономии, а в 1960-х годах вновь станет министром внутренних дел в очередном правительстве Грюницкого. 3 ноября 1954 года Николас Грюницкий выступает с речью в Национальном собрании, обращается к истории своей страны и рисует политическую картину положения в Того. Он говорит: «то, чего просят жители Того, это каждодневно усиливающееся и расширяющееся участие в управлении делами их страны» (фр. Ce que demandent les populations togolaises, c'est une participation chaque jour plus grande et plus poussée dans la gestion des affaires de leur pays). Он требует, чтобы Территориальная ассамблея стала своего рода местным парламентом, способным обустраивать жизнь Того в соответствии с желаниями и традициями его населения. Но внесённый им законопроект о демократизации представительных учреждений подопечной территории пройдёт два чтения и в начале 1955 года Совет Республики примет его с серьёзными поправками. 15 марта 1955 года, когда закон обсуждают во втором чтении, Грюницкий выразит сожаление, что эти поправки сужают полномочия местных властей Того, в то время, как Великобритания явно собирается присоединить свою подопечную территорию к колонии Золотой Берег. Закон, разработка которого была начата в декабре 1952 года, будет принят 16 апреля 1955 года. Он расширит полномочия Территориальной ассамблеи и учредит в Того Правительственный совет — автономное правительство территории. Только через год «Закон-рамка Деффера» предоставит такие права самоуправления другим заморским территориям Франции.
В ноябре 1955 года Национальное собрание Франции всё же принимает закон о муниципальной организации африканских колоний, несколько расширивший полномочия органов местного самоуправления, но 2 декабря правительство Эдгара Фора декретом распустит парламент и назначит досрочные выборы. Николас Грюницкий вновь выставит свою кандидатуру от Того и станет единственным кандидатом. На выборах 2 января 1956 года он будет без труда переизбран в Национальное собрание, получив все 184 240 голосов. Теперь Грюницкий войдёт во фракцию христианско-демократического Народно-республиканского движения (МРП) и будет заседать в Бурбонском дворце рядом с аббатом Бартелеми Богандой, депутатом от Убанги-Шари, и Александром Дуалой Мангой Белем из Камеруна. Его изберут в Комиссию по вопросам внешней политики, он примет участие в обсуждении Закона-рамки Деффера и вновь обратит внимание правительства Франции на изменение внешних обстоятельств, которые требуют скорейшего определения нового статуса Того. В декабре 1955 года Генеральная Ассамблея Организации Объединённых Наций рекомендовала Великобритании, отказавшейся от опеки над своей частью Того, решить вопрос о его будущем путём референдума. Референдум был назначен на 9 мая 1956 года и предлагал два варианта решения: сохранение опеки ООН или присоединение к Золотому Берегу. В этих условиях Николас Грюницкий требует от Франции предоставить французской части Того широкую самостоятельность в рамках Французского союза и добиваться объединения страны в старых границах Германского Того. Но перегруженная внутренними проблемами французская политическая система оказалась неспособной быстро отреагировать на ситуацию вокруг подопечных территорий. На референдуме 9 мая большинство жителей Британского Того проголосовало за объединение с Золотым Берегом, который меньше чем через год получил независимость и принял название Гана. И Грюницкий, и его соперник Олимпио проиграли. Единое государство эве, о котором мечтал Олимпио, не было создано, несмотря на все усилия его сторонников в Британском Того. Из предложенного Грюницким плана воссоздания Тоголанда также ничего не вышло, и лишь присутствие герцога Адольфа Мекленбург-Шверина, последнего германского губернатора колонии, на торжествах по случаю провозглашения независимости Того в 1960 году напомнило об этой исторической перспективе.

### Во главе автономии
Только в августе 1956 года Совет Министров Франции представил Территориальной ассамблее Того проекты двух декретов — о новом статусе территории и об организации референдума о её будущем. После небольших поправок проекты возвращаются в Париж, где их спешно промульгируют, и 24 августа 1956 года декретом Совета министров Франции Того предоставляется внутренняя автономия. 30 августа провозглашается Автономная Республика Того, за которой сохраняется представительство не только в Ассамблее Французского Союза, но и Национальном собрании Франции. Теперь заботами Николаса Грюницкого становятся уже не законопроекты в Национальном собрании (он продолжает представлять Того в Палате депутатов), а строительство нового тоголезского государства. 10 сентября 1956 года французский губернатор Жан Луи Берар, с согласия Союза вождей и населения Севера Того, назначает его первым премьер-министром автономии, а вскоре сам пересаживается из кресла губернатора в кресло Верховного комиссара Франции в Того. 18 сентября Грюницкий представляет первое правительство автономии, подчёркивает в своей речи, что страна на первых порах нуждается в помощи Франции и призывает: "За работу! Ради счастья и процветания Того через франко-тоголезскую дружбу и сотрудничество! (фр. Au travail ! Pour le bonheur et la prospérité du Togo dans l’amitié et la coopération franco-togolaises !).
Он прямо выражает своё недовольство тем, что Автономная Республика Того была провозглашена декретом правительства Франции без участия властей и населения колонии. Круг полномочий его правительства так же крайне узок — декрет от 24 августа, вступивший в силу через два дня, после публикации в «Journal officiel», гласит:
Определённые полномочия законодательного характера остаются в руках Французской Республики.  Это, прежде всего, касается управления службами обороны, внешних сношений, судопроизводства на основе французского права, административной юстиции, сыскной полиции и общей безопасности, радио и телевидения, аэронавигации, таможенного контроля»
.
Но теперь Николас Грюницкий становится пусть и ограниченным, но всё же правителем Того, страны, узкой полосой протянувшейся от берегов залива Биафра вглубь территории Западной Африки. Эта полоса стала ещё уже после присоединения Британского Того к Гане (большинство родственников Грюницкого и Олимпио из королевского рода Амегаши так и остались в Кета, в новом регионе Вольта, по ту сторону границы). В этой стране проживает немногим более миллиона человек, но они принадлежат к бесчисленному множеству народов и племён; она богата полезными ископаемыми, но добывать их пока никто не собирается; французы оставляют здесь сотни километров автомобильных и железных дорог, но вся экономика страны — это несколько мелких тоголезских предприятий, плантации и деревни.
Однако на этом этапе главное для национальных лидеров Того — это прежде всего достижение независимости. 28 октября 1956 года проходит референдум, на котором из 338 811 голосовавших 313 532 (71,51 %) высказываются за новый статус территории и отмену режима опеки. В апреле 1957 года Грюницкий проводит выборы в Законодательную ассамблею из 30 депутатов, которая теперь избирается на основе всеобщего избирательного права. Большинство мест получают Партия прогресса Того и Союз вождей и населения Севера, что даёт премьеру большие возможности в будущем.
Тем временем Франция вносит в ООН вопрос об отмене опеки, но против этого, как ни странно, выступают СССР и социалистические страны. У них нет уверенности в том, что правительство Грюницкого на самом деле обладает хоть какой-то самостоятельностью, что после отмены опеки независимость Того будет реальной, а не бутафорской. Подливает масла в огонь и Сильванус Олимпио, громящий в Совете по опеке ООН статус автономии, как не имеющий никакого отношения к самоопределению, не говоря уж о независимости. На XI Сессии Генеральной Ассамблеи социалистические страны при поддержке ряда ведущих стран Азии и Африки требуют сохранения режима опеки для выявления действительной воли населения колонии. Генеральная ассамблея рекомендует Франции провести новые выборы в Законодательную ассамблею Того, чтобы затем запросить её мнения по вопросу об отмене опеки, и создаёт специальную комиссию ООН для выяснения ситуации.
Всё это перечёркивает планы Грюницкого. Теперь ему предстоит начинать всё сначала, пройти через новые выборы, итог которых вовсе не очевиден. Он мог бы добиваться дальнейшей, постепенной, передачи компетенций от Франции к своему правительству, но ООН направила процесс предоставления независимости в другое русло.
Франция расширяет его полномочия — 23 февраля 1958 года «Journal officiel» публикует декрет Совета Министров Франции, который провозглашает Автономную Республику Того Республикой Того. Законодательное собрание преобразуется в Палату депутатов с более широкими полномочиями, право вето Франции отменяется, метрополия сохраняет в своих руках только внешнюю политику, оборону и финансы страны. Национальное собрание Франции принимает декрет, согласно которому Того более не является частью французской национальной территории, но остается в составе Французского сообщества. Это большой шаг к независимости, но население колонии явно желает большего и популярность Сильвануса Олимпио в преддверии выборов нарастает с такой силой, что его сравнивают с цунами.
В предвыборную кампанию Николас Грюницкий выступает за сотрудничество с Францией, которое содействовало бы совместному духовному и материальному прогрессу всех народов Того, за постепенный последовательный переход к независимости путём предоставления населению всё новых политических прав. Он считает, что французская помощь и покровительство принесут больше пользы слаборазвитому государству.
Его оппонент Сильванус Олимпио, известный своими ораторским способностями, делает ставку на националистическую риторику, требует немедленного предоставления независимости, чего бы это ни стоило. Он по-прежнему называет Грюницкого и его партию «фотокопиями» (photocopie) французов, говорит, что те находятся на содержании у колониальной администрации, и заслуживают в лучшем случае изгнания из страны, если не физического уничтожения. Он повторяет, что самостоятельность — это ещё не независимость, а автономное Того Грюницкого — ширма для марионеток.

### В оппозиции
В воскресенье 27 апреля 1958 года в присутствии наблюдателей ООН проходят выборы в Палату депутатов Того. Они приносят неоспоримую победу Силванусу Олимпио и сокрушительное поражение Николасу Грюницкому. Из 46 мест Комитет единства Того получает 32 места, союзная с ним партия Жювенто — 7 мест. Созданная Грюницким Партия прогресса Того, которую теперь возглавляет бывший сенатор Робер Ажавон, оказывается в критическом меньшинстве.
13 мая 1958 года Николас Грюницкий официально подаёт в отставку и становится простым оппозиционным депутатом от Атакпаме. Верховный комиссар Жорж Леон Спенале назначает Сильвануса Олимпио новым главой правительства и тот провозглашает курс на немедленное достижение независимости. Он пока не пытается реализовать свои обещания выслать из страны или убить брата своей жены и его соратников — и Грюницкий продолжает заседать в парламенте Того. В 1959 году он, вместе с Р. Ажавоном и Антуаном Меачи, объединяет Партию прогресса Того с Союзом вождей и населения Того в Демократический союз населения Того, который переходит к лозунгам африканского социализма. Но это не может серьёзно отразиться на политической обстановке в целом — Сильванус Олимпио и его партия безраздельно царствуют в стране и их роль только усиливается.
Уже 12 июня 1958 года парламент принимает резолюцию с требованием предоставления независимости, а 24 октября единогласно высказывается за провозглашение независимости в 1960 году. Все лавры отца независимости Того теперь должны достаться Олимпио. Он предпочитает забыть свою идею объединения народа эве и отвергает предложение Кваме Нкрумы объединить Того и Гану. Своей политикой он всячески демонстрирует своё пренебрежение к метрополии, намеревается отказаться от её субсидий, разрешает деятельность Тогобунда и начинает продавать кофе Советском Союзу. В полночь 27 апреля 1960 года в присутствии ста иностранных делегаций Олимпио провозглашает независимость страны, и над Ломе при свете фейерверков, под 101 орудийный залп, поднимается тоголезский флаг.
В апреле 1961 года он без труда добьётся принятия новой Конституции и своего всенародного избрания президентом, начнёт экономические реформы, встретится в Вашингтоне с президентом США Джоном Кеннеди и пригласит в Того советского лидера Н. С. Хрущёва. Оппозиция не будет вписываться в его проект, и Олимпио, заявлявший — «Бог дал мне всё, кроме жалости!» (фр. Dieu m’a donne tout sauf la pitie) — вскоре начнёт от неё избавляться. Сначала будут арестованы лидеры бывшего союзника — «Жювенто», а 30 января 1962 года президентским декретом в числе других партий будет запрещён Демократический союз населения Того. Когда в Ломе начнутся аресты его руководителей, находившийся на тот момент в Дагомее Николас Грюницкий не станет возвращаться на родину.

### Президент Того
В январе 1962 года Николас Грюницкий стал изгнанником и из Котону пытался руководить остатками своей партии в Того. Но не прошло и года, как утром 13 января 1963 года информационные агентства сообщили о падении режима Сильвануса Олимпио. Отец независимости был убит группой тоголезских ветеранов французской армии, недавно вернувшихся из Алжира. Поначалу не было ясности, как смерть Олимпио отразится на судьбе его родственника в изгнании, но убившие президента сержанты и солдаты не понимали, что дальше делать с властью и решили запросить мнение правительства Франции. Французский посол Анри Мазуэ посоветовал им обратиться к Николасу Грюницкому и предложить власть ему.
Впрочем, были свидетельства, что Франция ещё до переворота прозондировала почву в отношении своего верного некогда союзника в Того. Утверждали, что по субботам в Кпеме с Грюницким консультировался начальник жандармерии Того майор французской армии Жорж Мэтрие, а за несколько дней до переворота в Котону побывал секретарь по африканским делам при президенте Франции Жак Фоккар.
Политическое соперничество двух связанных родством молодых тогелезских интеллигентов, встретившихся в 1938 году в доме Дины Грюницкой, завершилось трагедией. Тело Олимпио отправится в последнее изгнание — его тайно вывезут в Дагомею, где похоронят в Агу. Сам Грюницкий поспешит туда на похороны мужа своей сестры и отдаст ему должное и как человеку, и как политику. Его сестра Дина не захочет жить в Того, где станет править её брат, уедет в Дагомею и умрёт в Котону в сентябре 1964 года. Её похоронят в Агу рядом с мужем. И африканские страны, и великие державы выразят возмущение убийством такого известного политика как Силванус Олимпио и правительство Грюницкого окажется в международной изоляции. Только к июню 1963 года новый режим получит признание 42 стран, в том числе СССР и США.
Но всё это произойдёт позднее… А теперь, 14 января 1963 года, Радио Ломе передало официальное заявление о том, что на заседании Повстанческого комитета было решено обратиться с просьбой к Николасу Грюницкому сформировать правительство, а вскоре Ассошиэйтед-пресс сообщило из Котону, что тот дал согласие вернуться в страну и сформировать новый кабинет. Сержанты направили в Дагомею два легкомоторных самолёта и уже вечером того же дня Грюницкий прибыл в военный лагерь Токоин близ Ломе. Совещание с членами Повстанческого комитета продолжалось там до тех пор, пока 16 января агентство Рейтер не сообщило, что Николас Грюницкий назначен Президентом Того и главой Временного правительства. 17 января Временное правительство было сформировано и новый президент заявил, что одна из основных задач его кабинета — проведение свободных выборов и выработка новой Конституции.
Николас Грюницкий начал строить государство, которое войдёт в историю Того как «Вторая республика». Оно с самого начала будет отличаться от того, что твёрдой рукой возводил Олимпио. Запрещённые политические партии будут разрешены. Для обсуждения будущего страны уже в феврале 1963 года на столичном стадионе «Grand Terrain» («Большая площадка») будет собрана Конференция круглого стола с участием всех политических сил (включая партию убитого Олимпио), общественных организаций, профсоюзов и религиозных конфессий. Она разработает проект Конституции и 2 марта опубликует свои рекомендации к дальнейшему развитию политического процесса. 27-28 марта президент опубликует декреты о проведении конституционного референдума и 5 мая 1963 года Того получит новую конституцию, утверждающую многопартийную систему.
Двумя днями раньше, 3 мая, пройдут всеобщие выборы на которых победит четырёхпартийная пропрезидентская коалиция. 15 мая 1963 года Николас Грюницкий вступит на пост президента и сформирует коалиционный кабинет.
Николас Грюницкий правил Того ровно четыре года. Основными принципами его политики были поощрение частных капиталовложений, сотрудничество с Францией и повышение жизненного уровня населения. Правительство принимало меры по привлечению в страну французского капитала, присоединило Того к Афро-Мальгашскому союзу, 10 июля 1963 года подписало соглашения о сотрудничестве с Францией в области обороны, экономики, финансов и образования, после чего французская армия взяла на себя оборону страны. Но политика национального единения и экономического развития не приносила желаемых результатов: в стране нарастало политическое соперничество и этнические противоречия. Уже 9 апреля 1963 года режим Николаса Грюницкого едва не пал жертвой заговора, в котором обвиняли Теофиля Мальи, министра внутренних дел при Силванусе Олимпио: пять заговорщиков были арестованы, а сам Мальи бежал в Нигерию. Затем, в 1964 году, последовали конфликты внутри армии, продолжавшей оказывать серьёзное влияние на политику страны, а в ноябре 1966 года разразился политический кризис, снова едва не стоивший Грюницкому президентского поста. Конфликт с вице-президентом Антуаном Меачи перерос в массовые выступления и в попытку переворота, лишь в последний момент подавленную армией. Стало ясно, что демократический проект Грюницкого, как и он сам, уже не нужны ни тоголезской элите, ни населению, ни армии. Примерно так же стали рассуждать и в Париже, где ещё недавно генерал де Голль выражал удовлетворение возвращением Грюницкого к власти. Жаку Фоккару опять, как и в 1963 году, пришлось лететь в Африку.

### Смещение, эмиграция, смерть
Николас Грюницкий не разделил судьбу Силвануса Олимпио. Военный переворот 13 января 1967 года, который привёл к власти начальника штаба армии подполковника Этьена Эйадему, участника переворота 1963 года, больше походил на серию кабинетных совещаний. Эпоха парламентаризма и политических партий ушла в прошлое, смещённый президент беспрепятственно эмигрировал в Берег Слоновой Кости, где получил политическое убежище. Он прожил в изгнании больше двух с половиной лет, уже не влияя на политическую жизнь своей страны. В конце сентября 1969 года Николас Грюницкий попал в Абиджане в автомобильную аварию и был срочно доставлен во Францию, где его безуспешно пытались реанимировать.
Николас Грюницкий скончался 27 сентября 1969 года в одном из госпиталей Парижа. Его останки были доставлены в Того и 6 октября 1969 года погребены в присутствии президента Этьена Эйадемы.

## Оценки личности и деятельности
Николаса Грюницкого обычно оценивали как человека умного, скромного, добродушного и справедливого, однако его отрицательными сторонами как лидера считались склонность к колебаниям и податливость. Этого не склонного к шумным выступлениям политика противопоставляли энергичному оратору Сильванусу Олимпио, как образец немногословной деловитости. По словам известного французского политика Алена Пейрефита президент Франции генерал Шарль де Голль ценил профранцузский настрой Грюницкого, но сомневался в его политической воле. Пейрефит приводит слова президента, сказанные после заседания Совета министров 15 января 1963 года: «Этот Грюницкий очень удобоварим для нас, но недостаточно энергичен…» (фр. Ce Grunitzky est très buvable pour nous, mais il n’est pas très énergique…).

## Память
В 2006 году правительство Фора Гнассингбе приняло решение о чествовании памяти бывших президентов страны, в том числе и Николаса Грюницкого.
Племянник президента Клод Грюницкий, сын его брата Отто Грюницкого, занимавшего пост посла в США, ныне живёт в Нью-Йорке и преуспел в журналистике и рекламном бизнесе. Он стал одним из трёх основателей музыкального телеканала Trace TV, транслируемого на 130 стран мира.

## Сочинения
- Nicolas Grunitzky. Discours-programme: 17 Mai, 1963 /Editogo, 1963 — 19 стр.
- Nicolas Grunitzky. Les Membres du nouveau gouvernement Togolais : Discours programme du président Nicolas Grunitzky [17 mai 1963] /Editogo, 1963